# Lady Be Good (1928)

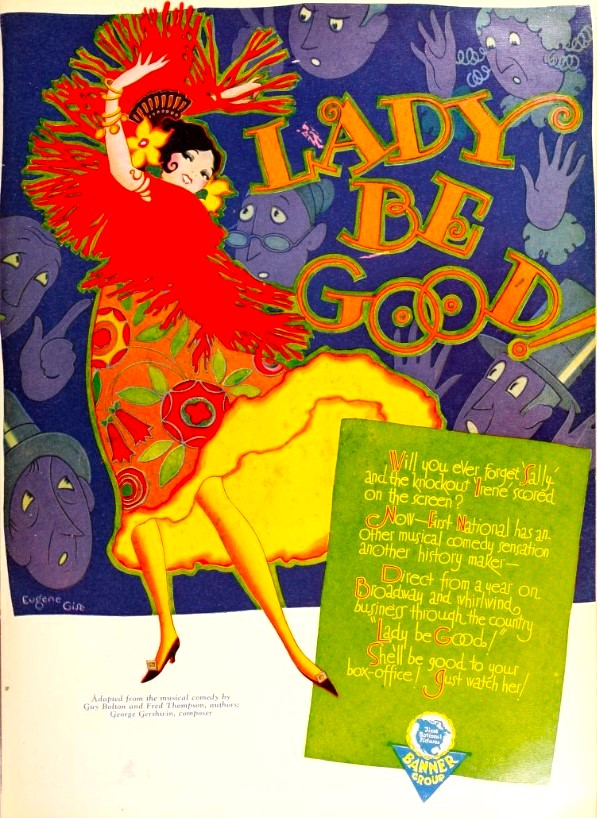
Anúncio de 1926

Lady Be Good (bra Da Fome à Fama) é um filme mudo norte-americano de 1928, do gênero comédia romântica, dirigido por Richard Wallace, com roteiro baseado no musical homônimo de George Gershwin.
O filme é hoje considerado perdido. 

## Elenco
- Jack Mulhall - Jack
- Dorothy Mackaill - Mary
- John Miljan - Murray
- Nita Martan - Madison
- Dot Farley - Texas West
- James Finlayson - Trelawney West
- Aggie Herring
- Jay Eaton - Dançarina
- Eddie Clayton - Dançarina
- Yola d'Avril - Assistente
- Charlie Hall (não creditado)